# Карини (Сицилия)
Карини (Палермо) (итал. Carini) — коммуна в Италии, располагается в регионе Сицилия, подчиняется административному центру Палермо.
Население составляет 28 733 человека (на 2004 г.), плотность населения составляет 339 чел./км². Занимает площадь 76 км². Почтовый индекс — 90044. Телефонный код — 091.
В коммуне особо почитаем Крест Господень. Праздник ежегодно празднуется 13 сентября. Покровителем коммуны почитается святой Вит, празднование 15 июня.